# Лобаново (Катайський район)
Лоба́ново (рос. Лобаново) — село у складі Катайського району Курганської області, Росія. Входить до складу Верхньотеченської сільської ради.
Населення — 247 осіб (2010, 335 у 2002).
Національний склад станом на 2002 рік: росіяни — 89 %.